# Местночтимые иконы
Местночти́мая ико́на — в православии икона, имеющая почитание в определённой местности (например, в пределах епархии или монастыря), а не общецерковно. Такие иконы могли почитаться без каких-либо формальных процедур только на основании сообщений о чудесах от них.

## Список местночтимых икон
- Икона «Неупиваемая Чаша» — изначально была местночтимой
- Феодоровская икона Божией Матери (список Феодоровского монастыря)
- Икона Божией Матери Уральская
- Икона Божией Матери Душеспасительница
- Явленный Образ Симеона Богоприимца
- многочисленные списки образа Богородицы «Всех скорбящих Радость», находившиеся в различных городах России
- Свято-Крестовская икона Божией Матери[2]